# María Candelaria Acevedo
María Candelaria Acevedo Saez (Coronel, 12 de septiembre de 1958) es una activista por los Derechos Humanos y política chilena, militante del Partido Comunista de Chile (PCCh). Desde marzo de 2022 ejerce como diputada por el Distrito N° 20 de la Región del Biobío.
Es hija de Sebastián Acevedo, obrero que en noviembre de 1983 se inmoló al no tener noticias de ella ni de su otro hijo Galo, quienes fueron detenidos por la Central Nacional de Informaciones (CNI), la policía secreta de la dictadura de Augusto Pinochet.

## Biografía

### Familia y estudios
Es hija de Elena del Carmen Saez Retamal y de Sebastián Acevedo Becerra. Su abuelo Vicente Acevedo Yáñez y su esposa Ana Aguilera Botros, fueron militantes comunistas y víctimas de la represión política del gobierno de Gabriel González Videla. Ana Aguilera fue elegida regidora de Coronel en las elecciones municipales de 1947, mientras que su abuelo también fue regidor de Coronel.
Casada con José Luis Sepúlveda Barra, es madre de un hijo y una hija.
Cursó 7° y 8° de enseñanza básica en al Escuela Clorinda Avello, de Santa Juana (Provincia de Concepción) y sus estudios de enseñanza media en el Liceo de A-49, de Coronel, el Liceo de Niñas de Concepción, los que finalizó en el Centro de Educación de Adultos de FUNDAC, en Concepción. Al momento de su detención estudiaba contabilidad.

### Inmolación de Sebastián Acevedo

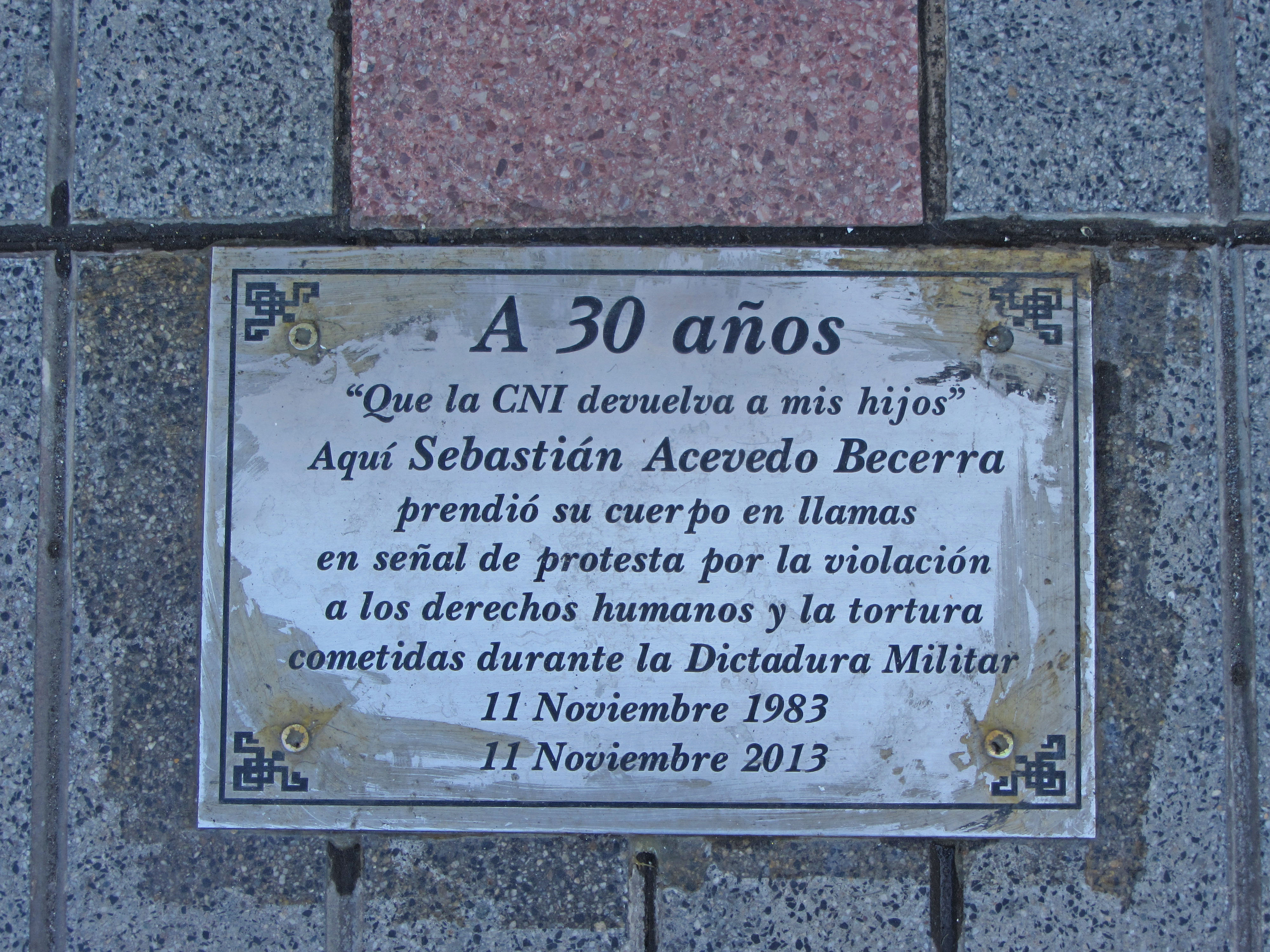
Una placa conmemorativa por la inmolación de Sebastián Acevedo en la Catedral de la Santísima Concepción.

El 9 de noviembre de 1983 civiles armados detuvieron a María Candelaria y a su hermano Galo. Dos días después y ante la falta de noticias sobre el paradero de sus hijos, Sebastián Acevedo llegó hasta la  Plaza de la Independencia de Chile, frente a la Catedral de la Santísima Concepción en la ciudad de Concepción, se roció gasolina y parafina en sus ropas y se prendió fuego. María Candelaria fue liberada tiempo después de la inmolación y pudo despedir a su padre moribundo en el Hospital Regional de Concepción.
El caso generó conmoción en la opinión pública y llevó a la creación del Movimiento Contra La Tortura Sebastián Acevedo, grupo defensor de los Derechos Humanos que fue coordinado por el sacerdote jesuita José Aldunate. 
María Candelaria volvió a ser detenida entre el 30 de noviembre de 1983 y el 8 de febrero de 1985. Luego se sumó al activismo por los Derechos Humanos siendo secretaria peneral de la Agrupación de Familiares de Presos Políticos (Concepción) y dirigenta de la Corporación Regional por la Memoria y los Derechos Humanos de Concepción. Desde 2014 encabezabó la Corporación de Derechos Humanos Sebastián Acevedo. 

### Carrera política
Inició su trayectoria política en las Juventudes Comunistas en 1971. Tras el golpe de Estado de 1973, cumplió tareas clandestinas y de resistencia a la dictadura militar como encargada orgánica del Comité Regional El Carbón, que comprendía Lota y Coronel.
Tras el retorno a la democracia participó en diversas elecciones, siempre como representante del PC. En 1996 fue candidata a concejal por Coronel y en 2000 buscó el mismo cargo por Negrete, sin lograr ser elegida. En las elecciones municipales de 2004 fue candidata a alcaldesa por Chiguayante, donde no resultó electa.
En las elecciones de convencionales constituyentes realizadas el 15 y 16 de mayo de 2021, compitió por un escaño en la Convención Constitucional, por el 20° Distrito, Región del Biobío, en representación del PC. Obtuvo 9.729 votos, equivalentes al 3,19% del total de los sufragios válidos, sin resultar electa.
En agosto de 2021 presentó su candidatura a la Cámara de Diputados, en también representación del Partido Comunista y en el pacto Apruebo Dignidad, por el 20° Distrito, correspondiente a las comunas de Chiguayante, Concepción, Coronel, Florida, Hualpén, Hualqui, Penco, San Pedro de la Paz, Santa Juana, Talcahuano y Tomé. Fue electa en noviembre con 7016 votos correspondientes a un 2,02% del total de sufragios válidamente emitidos, logrando que el PC cuente con una representante por Concepción desde la elección de Iván Quintana en 1973.

## Historial electoral
| Año  | Tipo                          | Territorio    | Pacto            | Partido | Votos | %    | Resultado                         |
| ---- | ----------------------------- | ------------- | ---------------- | ------- | ----- | ---- | --------------------------------- |
| 1996 | Municipales                   | Coronel       | La Izquierda     | PC      | 387   | 0.96 | no elegida alcaldesa ni concejala |
| 2000 | Municipales                   | Negrete       | La Izquierda     | PC      | 25    | 0.56 | no elegida alcaldesa ni concejala |
| 2004 | Municipales                   | Chiguayante   | Juntos Podemos   | PC      | 1192  | 4.59 | no elegida alcaldesa              |
| 2021 | Convencionales constituyentes | 20.º distrito | Apruebo Dignidad | PC      | 9736  | 3.2  | no elegida convencional           |
| 2021 | Parlamentarias                | 20.º distrito | Apruebo Dignidad | PC      | 7002  | 2.0  | Diputada                          |